# Ghanzi
Ghanzi (scritto talvolta Gantsi o Ghansi) è una cittadina del Botswana occidentale, capoluogo del distretto omonimo. Viene spesso definita la "capitale del Kalahari". È situata in una regione rurale, ed è un importante centro di produzione di carne bovina; ogni agosto si tiene in città un'importante fiera agricola, che attira visitatori provenienti da gran parte dell'Africa meridionale.
La cittadina si è sviluppata come centro amministrativo locale nell'arco degli ultimi decenni. Vi si trovano anche alcune strutture commerciali, fra cui una filiale della banca Barclays, e un aeroporto civile (codice IATA: GNZ).
Una parte dell'economia di Ghanzi è basata sul turismo, alimentato dalla relativa vicinanza del delta dell'Okavango; in città e nei dintorni si trovano numerose strutture ricettive (principalmente lodge).

## Cronologia
- 1989: viene installato il primo sistema telefonico, alimentato da pannelli solari.
- 1990: apre un centro di formazione continua per insegnanti e impiegati statali.
- 1993: viene aperta la prima scuola privata (la Pioneer Academy).
- 1995: viene aperto il primo istituto scolastico superiore.
- 1999: viene completata la strada che collega Ghanzi a Gaborone, capitale del Botswana.
- 2000: ha luogo una disastrosa inondazione di Ghanzi e del territorio circostante.
- 2006: viene attivato un servizio di telecomunicazioni a banda larga, finanziato da Ghanzi Farmer Supplies e Winagain Holdings